# 본안전 항변
본안전 항변(本案前 抗辯)이란 민사소송법상 피고의 권리로 원고가 제기한 소에 대해 부적법이나 소송요건의 흠결을 이유로 본안(本案)의 변론을 거부하는 것을 말한다. 방소항변이라고도 한다.